# Mađarska reprezentacija u hokeju na ledu
|                                                    |
| Krovna organizacija                                |
| Magyar Jégkorong Szövetség                         |
| Trenutni izbornik                                  |
| ?                                                  |
| Prva utakmica                                      |
| Krynica, 5. veljače 1931. Mađarska - Rumunjska 9:1 |
| Najveća pobjeda                                    |
| Riga, 30. kolovoza 1996. Latvija - Mađarska 2:10   |
| Najteži poraz                                      |
| Sofija, 7. prosinca 1984. Bugarska - Mađarska 14:3 |
| Nastupi na SP                                      |
| nema                                               |

Mađarska reprezentacija u hokeju na ledu predstavlja državu Mađarsku u sportu hokej na ledu. Ne bilježe nastupe na Svjetskim prvenstvima u najjačoj svjetskoj skupini, a od 2002. godine do danas zauzimaju druga, treća ili četvrta mjesta na Svjetskim prvenstvima I divizije. Po IIHF-ovom rankingu nacionalnih predstavništava zauzimaju 22. mjesto od 45 reprezentacija.
Premijernu utakmicu odigrali su u poljskoj Krynici 1931. godine i zabilježili uvjerljivu pobjedu protiv izabrane vrste Rumunjske od 9:1. Najteži poraz doživjeli su od Bugara, 1984. godine u Sofiji od 14:3.
Mađarska reprezentacija bila je prva reprezentacija s kojom je Hrvatska reprezentacija odigrala službenu utakmicu. Mađari su 1983. u Budimpešti slavili sa 7:0.